# Sint Jago
Sint Jago is een buurt in de wijk Scharloo in Willemstad.
Op Scharloo werd door de Westindische Compagnie (WIC) een van de eerste negen plantages gesticht. Een van die plantages was plantage St.Jago met het bijbehorende landhuis Sint Jago. De plantage bevond zich tussen Scharloo en Berg Altena aan de noordkant van Willemstad. Na de Tweede Wereldoorlog bleef het landhuis onbewoond. In 1957 werd het verkrotte landhuis afgebroken. Met de komst van de Curaçaosche Petroleum Maatschappij (CPM) in 1915 ontstond er een behoefte aan volksbuurten dicht bij de raffinaderij. De buurten werden gebouwd en bewoond door arbeiders die in de olie-industrie werkten en eveneens door de kleine stadsarbeider. In 1992 woonden er in Scharloo (inclusief Scharloo Abou, Fleur de Marie, St. Jago en Zwaan) 760 mensen, in 2001 is dat aantal gedaald tot 602.
In St. Jago zijn de volgende straten met een officiële naam: Berg Altena, Cochenillestraat, Indigostraat, John B. Gorsiraweg, Scharlooweg en St. Jagoweg.
In het kader van de stadsvernieuwing is Sint Jago eind jaren 90 opgeknapt. De onverharde straten zijn geasfalteerd en heringericht als woonstraten. Ondergronds is de riolering aangepakt, bovengronds is de straatverlichting verbeterd. Naast de bestaande woningen zijn er toen extra woningen gebouwd op openliggende kavels in deze buurt. Er is voor de buurt een trapveld met een speeltoestel en een sportveld aangelegd voor het beoefenen van minivoetbal. Aan de rand van Sint Jago is een school met bovenwijkse functie gevestigd het betreft de Frater Aurelio S.B.O.